# Legacy Recordings
Legacy Recordings — американський лейбл звукозапису, що є підрозділом Sony Music. Утворений у 1990 році після придбання Sony компанії CBS Records, лейбл спочатку займався архівами Columbia Records та Epic Records, що належали Sony Music. У 2004 році, в рамках спільного підприємства Sony BMG, лейбл почав керувати архівами RCA Records, J Records, Windham Hill Records, Arista, LaFace, Jive та Buddah Records. Legacy також займається дистрибуцією Philadelphia International Records та каталогом записів, які спродюсував Філ Спектор. Цей лейбл не пов'язаний з неіснуючим британським незалежним лейблом Legacy Records.

## Перевидання
Серія Essential — це одно- або дводискові збірки обширних каталогів виконавців. Іноді до певних альбомів цієї серії додають третій диск з обмеженим тиражем (під назвою Essential 3.0), або ж переробляються для включення нових робіт виконавця (наприклад, The Essential Bob Dylan). Станом на 2015 рік кілька томів серії Essential доступні на вінілових платівках.
Започаткована у 2009 році, Playlist — серія збірок сингл-альбомів, заснованих на найкращих студійних роботах артистів під час їхнього перебування під одним з лейблів Sony (наприклад, Playlist Вана Моррісона містить треки лише з сесій BANG Records), що є наступником попередньої серії Super Hits та дешевшою альтернативою серії Essential. Окрема серія, Setlist, містить збірку живих виступів артистів.
Перші декілька альбомів випустили в спеціальних екопакетах, і заради того, щоб зберегти папір, до диска додавали ⁣PDF файл, що включав фотографії, титри та анотації. Це зустріли зі скептицизмом, оскільки диски легко пошкоджувалися. Пізніше альбоми Playlist пакували в стандартних, білих пакуваннях.

## Виконавці
- Джимі Гендрікс[3]
- Віллі Нельсон[4]
- Прінс[5]
- A Tribe Called Quest
- A$AP Rocky
- Aaliyah
- Ateez
- Kep1er
- Майкл Джексон
- STAYC
- Three 6 Mafia
- TripleS
- Wu-Tang Clan
- Xikers
- Zerobaseone